# Voseo

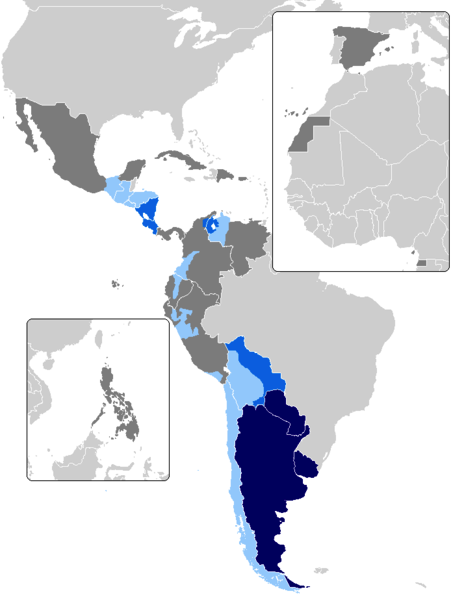
Elterjedtsége – kékkel jelölve azok az országok, ahol a voseo általános, zölddel, ahol korlátozottan fordul elő

A voseo a spanyol nyelvben a régies vos személyes névmás használatát jelenti a túval szemben egyes szám második személyben bizonyos latin-amerikai országokban (főként Argentína, Paraguay, Uruguay és Közép-Amerika). Forrása az azonos latin névmás, melynek eredeti jelentése „ti”, majd a régi spanyol nyelvben ún. „királyi többes”-ként használták. (A modern spanyolországi spanyolban a „ti” névmásnak a vosotros felel meg, szó szerint: „ti mások”, míg Latin-Amerikában a többes szám harmadik személyű ustedes névmás használatos ebben a jelentésben is: ennek forrása a régi vusted, amely a vuestra merced, „kegyelmetek” összevont alakja.)
A vos névmáshoz a kijelentő mód jelen idejében és a felszólító mód állító alakjában – vidéktől függően – külön igealakok tartoznak, amelyek a többes szám második személyű (-is végű) alakból származnak az -i- félhangzó elhagyásával, illetve felszólító módban a szó végi -d elhagyásával.
Egy-egy példa mindhárom igeragozásból:
- (tú) cantas → (vos) cantás / ¡canta! (tú) → ¡cantá! (vos)
- (tú) bebes → (vos) bebés / ¡bebe! (tú) → ¡bebé! (vos)
- (tú) vives → (vos) vivís / ¡vive! (tú) → ¡viví! (vos)

Bizonyos területeken a vos névmással a Spanyolországban használatos többes szám második személyű alakot használják (vos sois), amely még régiesebb.
A fent említett alakokon túl a népies nyelvhasználatban létezhetnek egyéb alakok, amelyek kiterjednek a kötőmód jelen idejére, valamint a kijelentő mód egyszerű befejezett múltjára is (például que vos cantés vagy que vos movás, illetve Chilében vos cantái / que vos cantís és vos movís / que vos movái, valamint cantastes, movistes stb.), ezeket azonban az Spanyol Királyi Akadémia nem ismeri el hivatalosan.
A vos névmás használata Argentínában Buenos Airesben a legelterjedtebb, ahol szinte mindenki ezt használja, még a hivatalos írott nyelvben is, ugyanakkor egyes helyeken (például Uruguay) a vos a bizalmasabb, baráti forma a túval szemben.

## Írók és szövegírók, akiknek a művében megfigyelhető a voseo
- Tomás Carrasquilla (1858–1940), kolumbiai író a Paisa néven ismert területről (jellemzője a voseo használata).
- Carlos Gardel (1890–1935), a tangó dalszövegírója. Érdekes módon a tangó Latin-Amerika azon régióiban vált népszerűvé, ahol a voseo a domináns.
- Jorge Luis Borges (1899–1986), argentin író.
- Julio Cortázar (1914–1984), argentin származású párizsi író.